# Vårdsbergs socken
Vårdsbergs socken i Östergötland ingick i Bankekinds härad (före 1891 även delar i Åkerbo härad), ingår sedan 1971 i Linköpings kommun och motsvarar från 2016 Vårdsbergs distrikt.
Socknens areal är 29,11 kvadratkilometer, varav 29,03 land. År 2000 fanns här 1 974 invånare. En del av tätorten Linghem samt sockenkyrkan Vårdsbergs kyrka ligger i socknen. 

## Administrativ historik
Vårdsbergs socken har medeltida ursprung.
Före 1891 hörde till Åkerbo härad: 2 mantal Himna nr. 1-4, 1 mantal Södra eller Lilla Vänge nr. 1 samt utjorden Södra Vänge nr. 2.
Vid kommunreformen 1862 övergick socknens ansvar för de kyrkliga frågorna till Vårdsbergs församling och för de borgerliga frågorna till Vårdsbergs landskommun. Landskommunen inkorporerades 1952 i Askeby landskommun, uppgick 1961 i Åkerbo landskommun och uppgick 1971 i Linköpings kommun. Församlingen uppgick 1 januari 2009 i Åkerbo församling.
1 januari 2016 inrättades distriktet Vårdsberg, med samma omfattning som församlingen hade 1999/2000.  
Socknen har tillhört samma fögderier och domsagor som Bankekinds härad.  De indelta soldaterna tillhörde   Första livgrenadjärregementet, Livkompanit och Andra livgrenadjärregementet, Linköpings kompani.

## Geografi
Vårdsbergs socken ligger öster om Linköping. Socknen är en odlingsbygd på Östgötaslätten.

## Fornlämningar

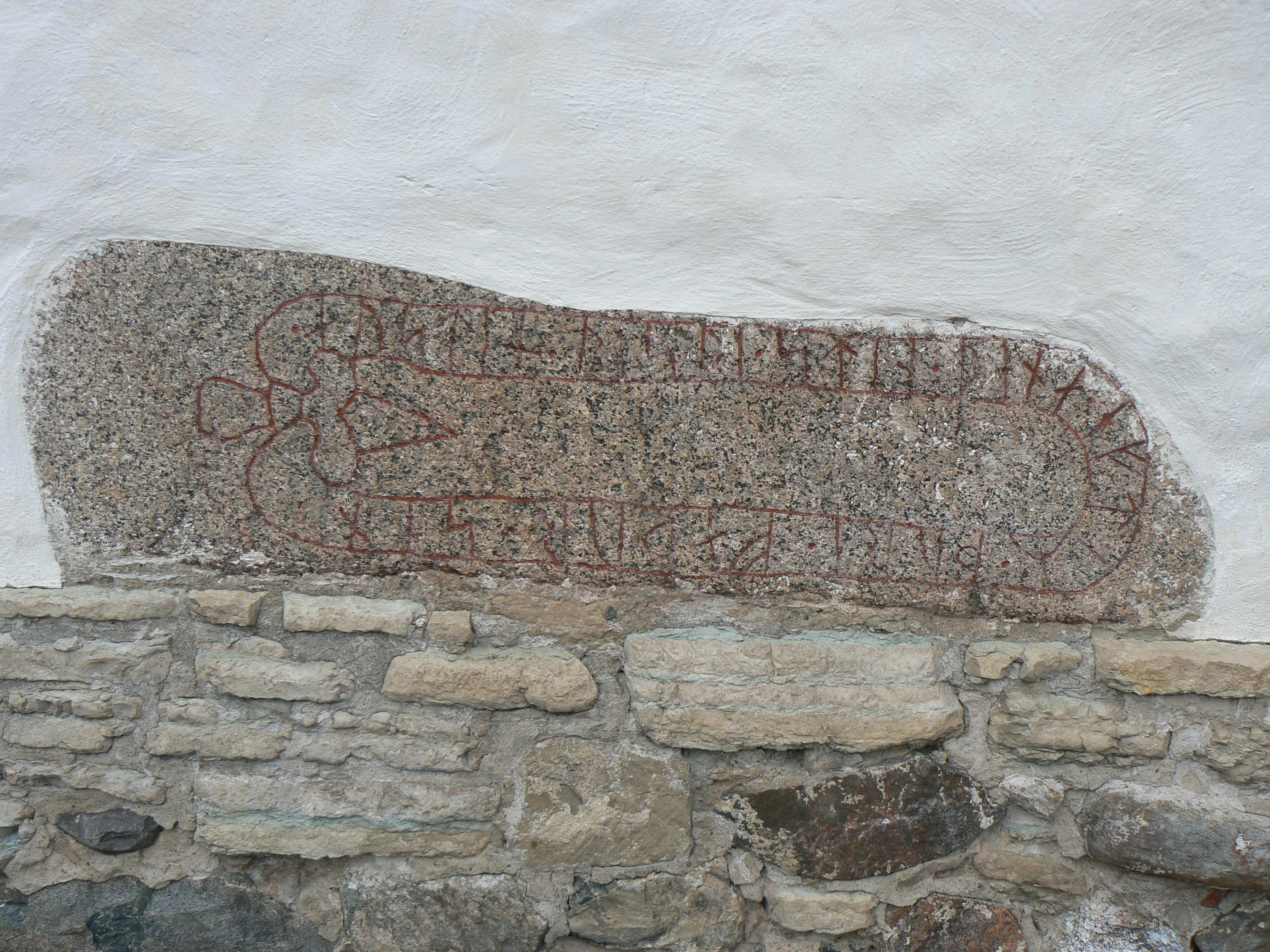
Östergötlands runinskrifter 11

Kända från socknen är flera gravrösen och skärvstenshögar från bronsåldern och äldre järnåldern samt cirka 35 gravfält, stensättningar  och  stensträngar från järnåldern. Två runristningar är kända vid kyrkan.

## Namnet
Namnet (1282 Vaardhbergh) kommer från kyrkbyn. Förleden är troligen varher, 'vakt(hållning)' och med efterleden berg syftande på en forntida vårdkaseplats på den mindre höjd där kyrkan ligger.

### Fotnoter
1. 1 2  Svensk Uppslagsbok Vårdsbergs socken
2. 1 2  Harlén, Hans; Harlén Eivy (2003). Sverige från A till Ö: geografisk-historisk uppslagsbok. Stockholm: Kommentus. Libris 9337075. ISBN 91-7345-139-8
3. ↑  ”Församlingar”. Statistiska centralbyrån. https://www.scb.se/hitta-statistik/regional-statistik-och-kartor/regionala-indelningar/forsamlingar/. Läst 30 december 2022.
4. ↑  Administrativ historik för Vårdsberg socken (Klicka på församlingsposten). Källa: Nationella arkivdatabasen, Riksarkivet.
5. 1 2  Sjögren, Otto (1931). Sverige geografisk beskrivning del 2 Östergötlands, Jönköpings, Kronobergs, Kalmar och Gotlands län. Stockholm: Wahlström & Widstrand. Libris 9939
6. 1 2  Nationalencyklopedin
7. ↑  Fornlämningar, Statens historiska museum: Vårdsbergs socken
8. ↑  Fornminnesregistret, Riksantikvarieämbetet: Vårdsbergs socken Fornminnen i socknen erhålls på kartan genom att skriva in sockennamn (utan "socken") i "Ange geografiskt område"
9. ↑  Mats Wahlberg, red (2003). Svenskt ortnamnslexikon. Uppsala: Institutet för språk och folkminnen. Libris 8998039. ISBN 91-7229-020-X. https://isof.diva-portal.org/smash/get/diva2:1175717/FULLTEXT02.pdf